# آب‌انبار سردار کوچک

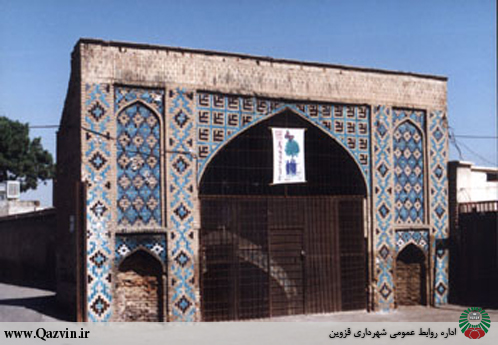
نمایی از درب ورودی آب‌انبار سردار کوچک در قزوین

آب‌انبار سردار کوچک بر خلاف نام آن از آب‌انبارهای بزرگ و مهم شهر قزوین به شمار می‌رود. در انتهای جنوبی محله قملاق (به لهجه قزوینی، مغلواک) و شمال محله آخوند، جنب خیابان تبریز و به فاصله کمی در شمال بقعه سلطان سید محمد روبروی مدرسهٔ سردار واقع شده‌است. خیابان شهید انصاری (کوروش) پس از طرح توسعه به سمت غرب، از شمال این آب‌انبار عبور کرده‌است که دسترسی گردشگران به این آب‌انبار و سایر آثار تاریخی بافت قدیم قزوین را آسان ساخته‌است.
این آب‌انبار سی و هفت پله دارد با چهار شیر و انبار آن به چهار گنبد و چهار بادگیر یا بخارکش مسقف است. نمای آن با آجرهای کاشی تزیین یافته و دارای کتیبه‌ای از سنگ مرمر است.
بانی این آب‌انبار محمد حسن خان و محمد حسین خان سردار، دو برادر از امرا و سرداران فتحعلی شاه و محمد شاه قاجار بوده‌اند که در سال ۱۲۹۹ هجری قمری اقدام به ساخت این بنا کرده‌اند. چون این آب‌انبار منتسب به برادر کوچک تر می‌باشد به آب‌انبار سردار کوچک معروف شده‌است در حالی که که از لحاظ اندازه وسیع تر است از آب‌انبار سردار بزرگ.